# Wentzviller
Ne doit pas être confondu avec Wentzwiller (Haut-Rhin)
Wentzviller est un hameau et une ancienne commune de Moselle en région Grand Est.

## Toponymie
- Wentzweiller (1682)[1], Wentveiller et Wentzville (1756)[1], Veustviler (1793)[2], Vintzveiller (1801)[2].
- En francique lorrain Winzwiller. En allemand Wentzweiler (1940-44).

## Histoire
- Relevait de la châtellenie d'Albestroff et était annexe de la paroisse de Guéblange.
- Fait partie du canton de Sarralbe depuis 1790.
- Rattaché à Guéblange par décret du 8 octobre 1813.

## Démographie
| 1800 | 1806 | 1900 |
| ---- | ---- | ---- |
| 198  | 198  | 207  |